# Pierre Stevenaart
Pierre Stevenaart (Amersfoort, 29 juni 1939 – Amersfoort, 24 januari 2009) was een Nederlands voetbaltrainer. Zijn grootste successen behaalde hij met de zaterdagamateurs van IJsselmeervogels. Onder zijn leiding werd de club tweemaal kampioen van Nederland. In 1975 kwam de club tot de halve finales van de KNVB Beker. Het team werd destijds uitgeroepen tot Sportploeg van het jaar.
Stevenaart was, verdeeld over twee perioden, tien seizoenen lang trainer van IJsselmeervogels. Behalve daar was Stevenaart onder meer actief bij de clubs Sparta Nijkerk, SDC Putten, FC Hilversum, DOVO en Veensche Boys.
Stevenaart overleed in 2009 op 69-jarige leeftijd in zijn woonplaats Amersfoort.